# Luksemburskie monety euro

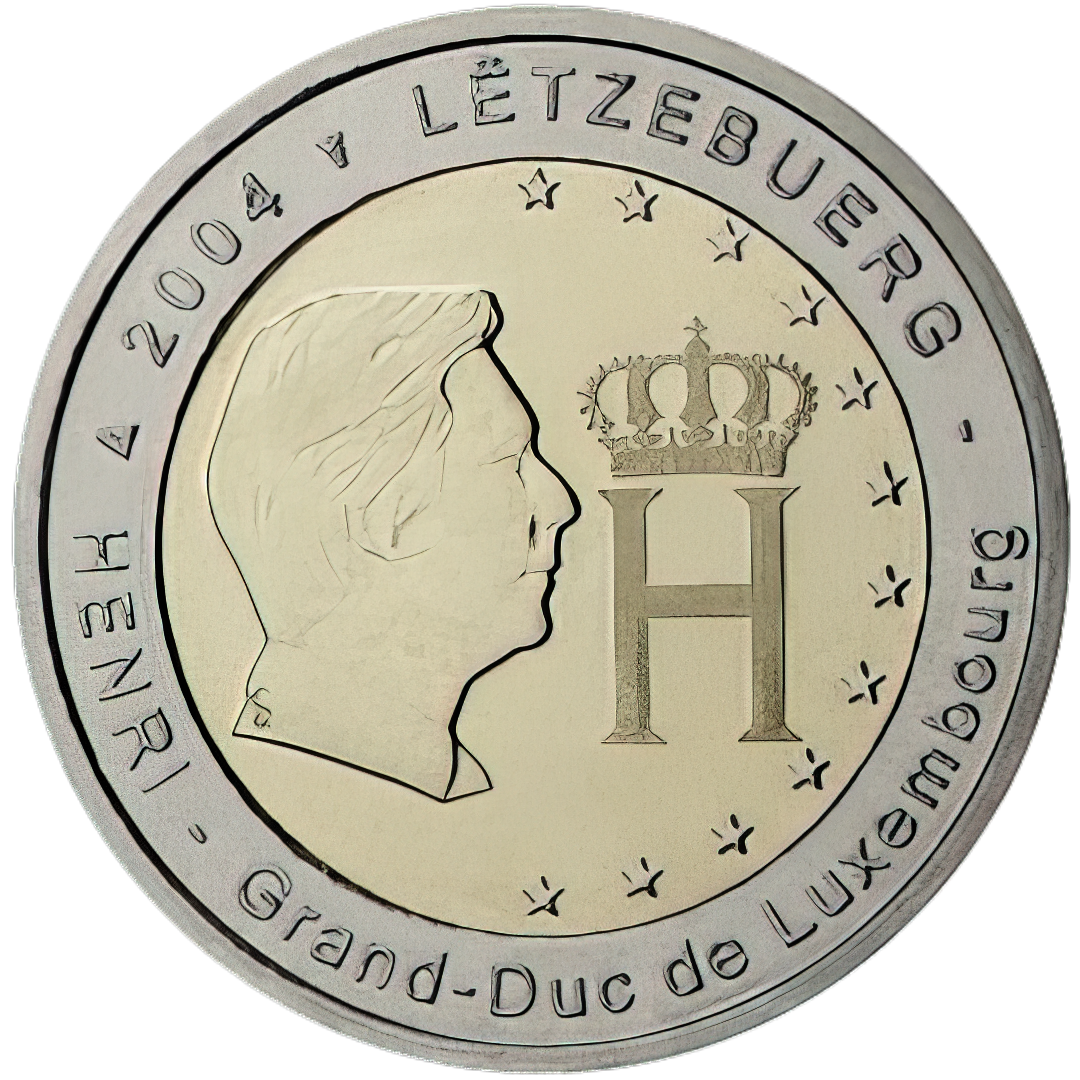
Moneta 2 euro, 2004

Wszystkie awersy luksemburskich monet euro przedstawiają profil obecnie panującego wielkiego księcia Henryka oraz słowo Lëtzebuerg, nazwę państwa w języku luksemburskim.